# 道の駅阿武町
道の駅阿武町（みちのえき あぶちょう）は、山口県阿武郡阿武町大字奈古にある国道191号の道の駅である。

## 概要
1991年（平成3年）、岐阜県恵那郡付知町（当時、現在の中津川市）の「花街道付知」など12施設とともに旧建設省（現在の国土交通省）による道の駅の実験施設としてオープン。翌年（1992年）も実験を継続、同年には特産品直売所と温泉が開業。1993年（平成5年）4月22日には道の駅第1回登録の103箇所に選定された。当道の駅を「道の駅発祥の地」とされるのは、前述の社会実験12駅のうち2駅が第1号として登録されたことが由来とされる。なお、「道の駅発祥の地」については、道の駅豊栄（新潟県新潟市北区、「道の駅発祥の地」の石碑あり）をはじめとして諸説がある。

## 施設
各施設の詳細は、公式サイトを参照。
- 駐車場：144台
  - 普通車：134台
  - 大型車：6台
  - 身障者用：4台
- トイレ
  - 男：大 2器、小 3器
  - 女：4器
  - 小児用：大 2器、小 2器
  - 身障者用：1器
- はじまりのレストラン「かしま」[3]（平日 11:00 - 17:00、土日祝日 11:00 - 20:30）
- 物産直売所「あぶの旬館」（10:00 - 18:00）
- 日本海温泉「鹿島の湯」（営業時間は公式サイトを参照）
- 道の駅阿武町 温水プール（営業時間は公式サイトを参照）
- ちびっこ広場（遊具併設）
- RVパーク（入口付近に設置、4台）

### 管理団体
- 設置者：阿武町
- 指定管理者：株式会社あぶクリエイション[3]

## 休館日
- はじまりのレストラン「かしま」・日本海温泉「鹿島の湯」：毎週水曜日・年末年始
- 物産直売所「あぶの旬館」：年中無休
- 道の駅阿武町 温水プール：毎週月曜日（7月20日から8月31日までは無休）

## アクセス
- 国道191号[2] - 登録路線

鉄道
- 西日本旅客鉄道（JR西日本）山陰本線 奈古駅より徒歩約10分。

路線バス
- 萩バスセンターまたは東萩駅前より防長交通奈古駅前行きで「道の駅阿武町」バス停下車。

## 周辺
- ABUキャンプフィールド（当道の駅に隣接） - 2022年3月に開業した阿武町営のキャンプ場[4][7]。スノーピークが施設を監修し、「キャンプを目的としないキャンプ場」をコンセプトとして、町内での滞在時間を延ばし生活や文化を体験できるプログラムが設定されている[4]。
- 北長門海岸国定公園